# 2023年开原龙卷风
开原龙卷风，指的是于当地时间（UTC+8）2023年6月1日下午14时10分左右，在辽宁开原市金沟子镇发生的龙卷风。

## 背景
东北冷涡研究重点开放实验室正研级高工才奎志表示，由于东北及华北平原地势较为平坦，冷暖空气经常在该地区交汇，辽宁平均每年出现1至2个龙卷风，主要出现于每年的6至8月。
在早前的2019年7月3日下午，辽宁开原出现龙卷风，造成至少7人死亡，190人受伤。
遼寧省氣象局稱，6月1日早晨8時至下午4時，遼寧局部有驟雨及雷雨。在该龙卷风形成的一小时前，辽宁阜新市亦出现龙卷风。

## 形成原因
该龙卷风在冷涡背景下形成。当日较差的低层湿度和较高的抬升凝结高度对该龙卷风的形成相对不利，但其他条件大多都有利于龙卷风的形成。在龙卷风发生前，由于对流风暴前部在开原及周边地区产生了降水，迅速改善了湿度条件，从而形成了强烈的龙卷风。

## 灾害过程
该龙卷风在移动过程中穿过村庄、高楼以及工业园区，路径约长14千米，将工业园区中一栋钢筋混凝土建筑夷为平地。

## 灾害后果
該次龍捲風共造成13人受傷，200餘人受災，多趟高鐵因龍捲風停駛。